# Asghar Farhadi
Asghar Farhadi (persa: اصغر فرهادی, [æsɣæɾ fæɾhɒːdiː]) (Khomeyni Shahr, 7 de maig de 1972) és un director de cinema i guionista iranià. Ha rebut diversos reconeixements, entre ells un Globus d'Or i un Premi Oscar per la seva pel·lícula A Separation; a més, el 2012 va ser inclòs a la llista de les 100 persones més influents del món, d'acord amb la revista Time.

## Trajectòria
Asghar Farhadí és graduat en Teatre, amb un BA en Arts Dramàtiques i un Màster en Direcció a la Universitat de Teheran i la Universitat Tarbiat Modarrés. Farhadí va fer curts de 8 i 16 mil·límetres en la filial de la Societat Iraniana de Joves Cineastes a Esfahan, abans de fer obres i guions per a IRIB (la radiotelevisió estatal iraniana). També va dirigir sèries de televisió com Dastan-i yek shahr («Història d'una ciutat») i va coescriure el guió de Ertefa-i past («Vil altitud», dirigida per Ebrahim Hatamikia). Raghs dar ghobar («Ball en la pols») va ser el seu debut com a cineasta, al que li va seguir l'aclamat Shahr-i ziba («Ciutat bella»). El seu tercer film, Chaharshanbe Suri, va guanyar el premi Hugo d'Or en el Festival Internacional de Cinema de Chicago del 2006. La seva quarta pel·lícula, A propòsit d'Elly va guanyar l'Os de Plata al millor director en el cinquanta-novè Festival Internacional de Cinema de Berlin, a més del premi a la Millor Fotografia en el Festival de Cinema de Tribeca.

## Filmografia com a director
| Any  | Títol en anglès     | Títol original      | Transliteració         |
| ---- | ------------------- | ------------------- | ---------------------- |
| 2003 | Dancing in the Dust | رقص در غبار         | Raghs dar ghobar       |
| 2004 | The Beautiful City  | شهر زیبا            | Shahr-i ziba           |
| 2006 | Fireworks Wednesday | چهارشنبه سوری       | Chaharshanbe surí      |
| 2009 | About Elly          | درباره الی          | Dar bare-ye Elí        |
| 2011 | A Separation        | جدایی نادر از سیمین | Yodaí-i Nader az Simín |
| 2013 | The past            | Le passé            |                        |
| 2016 | The Salesman        | فروشنده             | Forushande             |
| 2018 | Everybody Knows     | Todos lo saben      |                        |

## Sèries de televisió
- Aparteman Farach va Farroj 1998
- Cheshm be rah 1998

## Premis
- Óscar - Millor pel·lícula de parla no anglesa per a Separation (2012).
- Globo d'Or - Millor pel·lícula de parla no anglesa per a Separation (2012).
- Os de Plata - Millor director per a Separation, Festival Internacional de Cinema de Berlín (2011)
- Os de Plata - Millor director per "A propòsit d'Elly", Festival Internacional de Cinema de Berlín (2009)
- Gran Premi del Jurado (al costat de The Time That Remains), millor guió, Àsia Pacific Screen Awards (2009)
- Hugo d'Or Festival Internacional de Cinema de Chicago per Crimson Gold (Tala-ye sorj)(2006)
- The Norwegian Peace Film Award, Festival Internacional de Cinema de Tromsø (2005)
- Grand Prix, Festival Internacional de Cinema de Varsòvia (2004)
- St. George de Plata, Festival Internacional de Cinema de Moscou (2003)
- Millor director, Festival de Cinema d'Àsia i Pacífic (2003)
- Premi al millor guió en el Festival de Cannes (2016)